# 12e régiment de hussards d'Akhtyrka
Pour les articles homonymes, voir 12e régiment.
Le 12e régiment de hussards d'Akhtyrka (ou régiment Akhrtyrski) est une formation de hussards de l'armée impériale russe. Initialement, le régiment a été formé de cosaques sous le nom de régiment de cosaques libres (en) d'Akhtyrka, basé à Belgorod et créé en 1651 ; ils sont réorganisés en hussards (cavalerie légère) en 1765, puis en dragons en 1882 ; et depuis 1907 à nouveau hussard jusqu'en 1918. Le régiment faisait partie de la troisième division de hussards en 1821 et était stationné à Pavlohrad en Ukraine.

## Historique

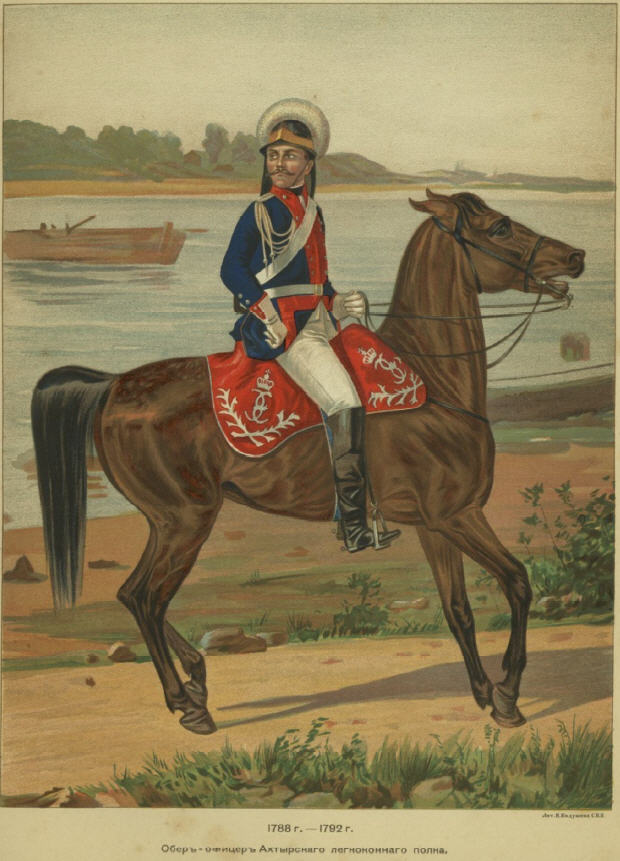
Uniforme du régiment entre 1788 et 1792.

Le 27 juin 1651, le tsar Alexis Ier crée le régiment à partir de cosaques de Belgorod ainsi que d'habitants de la Petite Russie ayant fui l'oppression de la république des Deux Nations. Le régiment participe de 1700 à 1721 à la grande guerre du Nord. Le 3 mai 1765, sous le règne de Catherine II, le régiment est transformé en hussards. Il participe à la guerre russo-turque de 1768-1774 en s'illustrant à Izmaïl. En 1784, il est renommé en unité de chevau-léger et participe au siège d'Otchakiv. En 1790, il est rattaché aux chevau-légers de Kharkov puis redevient indépendant en 1794 et est présent lors de l'insurrection de Kościuszko dans la région de la Vistule. En 1796, Paul Ier redonne au régiment son nom de hussard et forme dix escadrons. En 1806, ils participent aux campagnes contre l'Empire ottoman et en 1807,, ils auraient affrontés en Prusse et en Pologne la Grande Armée. Ils retrouvent celle-ci en 1812 lors de la campagne de Russie. Ils participent ensuite à la guerre de Crimée de 1853 à 1856 sur le front danubien. Ils deviennent par la suite un régiment de dragons puis redeviennent des hussards en 1907. En 1912, pour le centenaire de la bataille de la Moskova, ils reçoivent le nom honorifique de Denis Davydov.
Pendant la Première Guerre mondiale de 1914-1918, le régiment opéra au sein de la 12e division de cavalerie (en) des 20e et 26e corps d'armée des 8e et 9e armées des fronts sud-ouest et roumain. Dissous en mai 1918 près d'Odessa. Se distingue lors de la bataille de Galicie en 1914.

### Russes Blancs

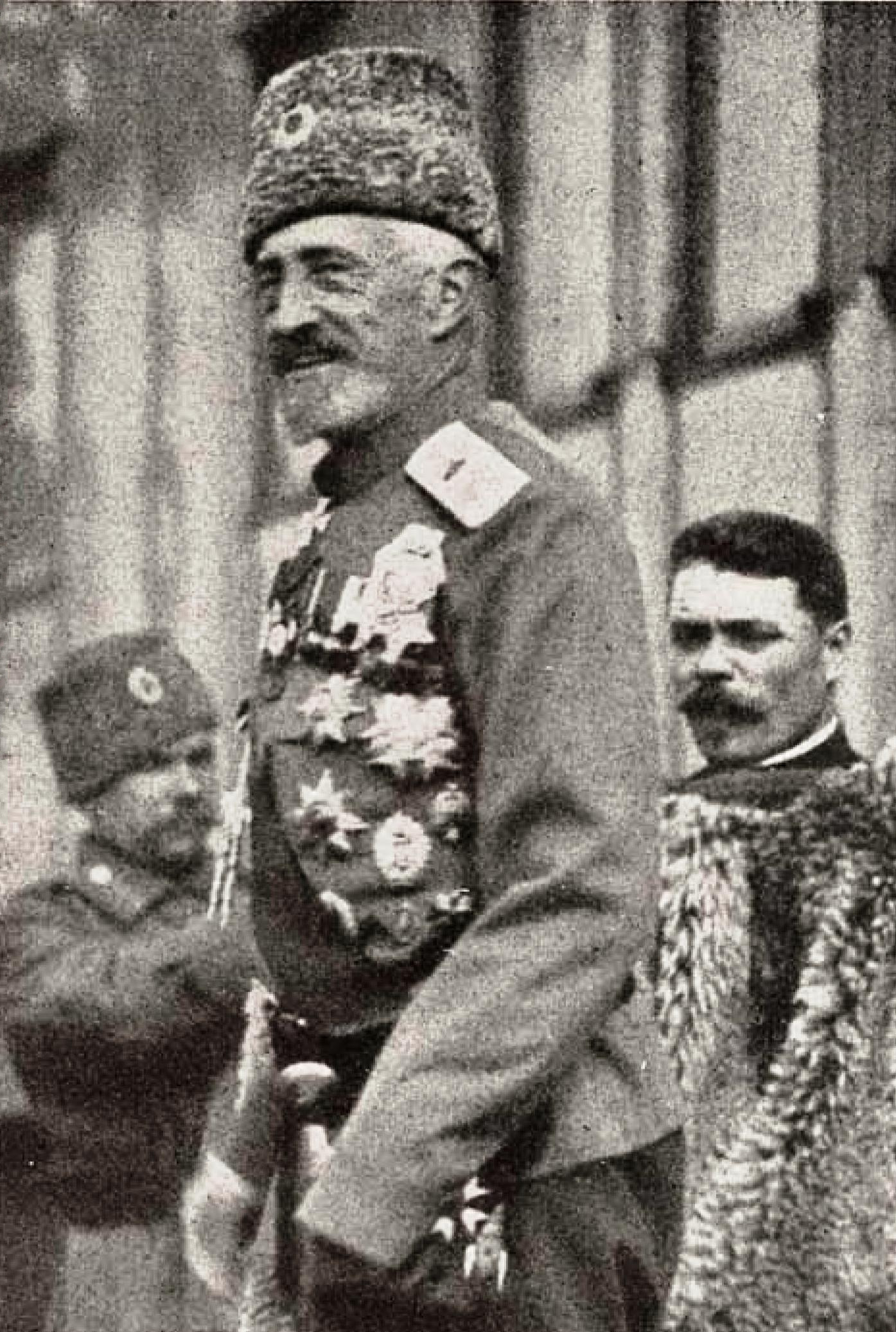
Nicolas Nikolaïevitch de Russie

Le régiment, dissous début 1918, fut restauré en même temps au sein des Forces armées du sud de la Russie sous la forme de deux escadrons (divisions) de hussards d'Akhtyrka, qui rejoignirent en 1919 le régiment consolidé de la 12e division de cavalerie, commandé par le colonel Georgui Nikolaïevitch Psiol.
Le dernier hussard d'Akhtyrka - le cornet Nikolaï Georguievich Timchenko (entré dans le régiment en 1916) - est décédé à Istanbul le 31 décembre 1999 à l'âge de 102 ans.

## Insignes du Régiment
- L'étendard de Saint-Georges avec les rubans d'anniversaire d'Alexandre et l'inscription : « En récompense de l'excellent courage et de la bravoure démontrés lors de la campagne réussie de 1814 » et « 1651-1851 », en 1851 ;
- trompettes en argent pour 1812 ;
- Trompettes de Saint-Georges pour 1828-1829 ;
- insignes sur les casquettes (shakos) « Pour distinction le 14 août 1813 » ;
- « Boutonnières pour distinction militaire », en 1882, en échange des cordes de hussards de la Garde gagnées au combat pour la guerre russo-turque de 1877-1878.

## Uniforme
À partir de 1805 selon la réforme la pelisse comme le dolman est marron, le col et les parements du dolman sont jaunes, les tresses et boutons jaunes et la sabretache et ornements marron et jaune. Leurs shakos était d'inspiration française jusqu'à la réforme de 1810 ou il en eurent de type russe.
Après la prise de Paris, le régiment d'Akhtyrka se trouvait à Arras. Après avoir examiné le régiment, Denis Davydov, alors commandant du régiment, trouva l'apparence de ses hussards assez déplorables. Les uniformes étaient assez usés pendant les combats. Le régiment était stationné près du monastère des Capucins, dont les religieuses portaient des habits religieux de couleur marron « régimentaire ». La décision a été motivée par la vie elle-même[pas clair] : sur ordre de Davydov, tous les tissus nécessaires à la couture de nouveaux uniformes ont été retirés de l'entrepôt du monastère. Lors du défilé, les Akhtyriens étaient brillants et impressionnaient l'empereur. Après cela, Alexandre Ier, par son décret, ordonna aux hussards d'Akhtyrka de porter pour toujours des uniformes marron.

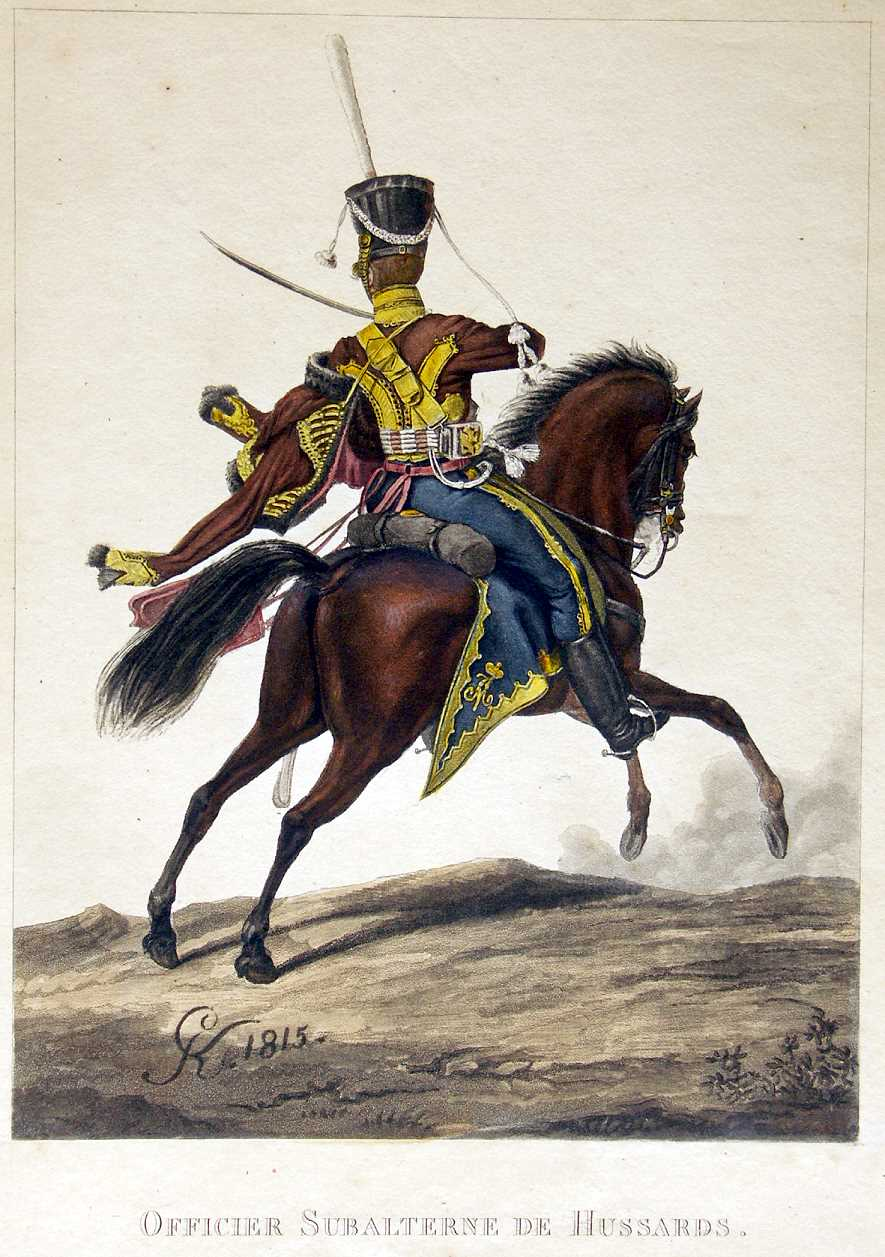
Le régiment en 1815

Les descendants de M. Yu. Lermontov confirment la véracité de cette légende[réf. nécessaire]. On dit que le troisième toast des hussards d'Akhtyrka était toujours : « Aux Françaises qui nous ont cousu des uniformes avec leurs robes !
Après la guerre infructueuse avec les Japonais de 1904-1905, l'administration commença à réfléchir à l'amélioration de l'esprit combatif et moral-psychologique de l'armée. Pour rappeler aux troupes de glorieuses traditions, l'armée a rendu l'uniforme de l'époque d' Alexandre II, et la cavalerie a également été divisée en types. Ainsi, en 1907, des régiments de hussards et de uhlans réapparurent dans l'armée russe. Les hussards d'Akhtyrka ont été restaurés à l'uniforme de hussard - dolman brun et chakchirs marron, mais sans le mentik. La coiffe était composée d'un chapeau d'agneau noir à rabat jaune, d'un panache blanc et d'un aigle à deux têtes, ainsi que d'un ruban portant l'inscription « Pour distinction le 14 août 1813 ».

## Armoiries

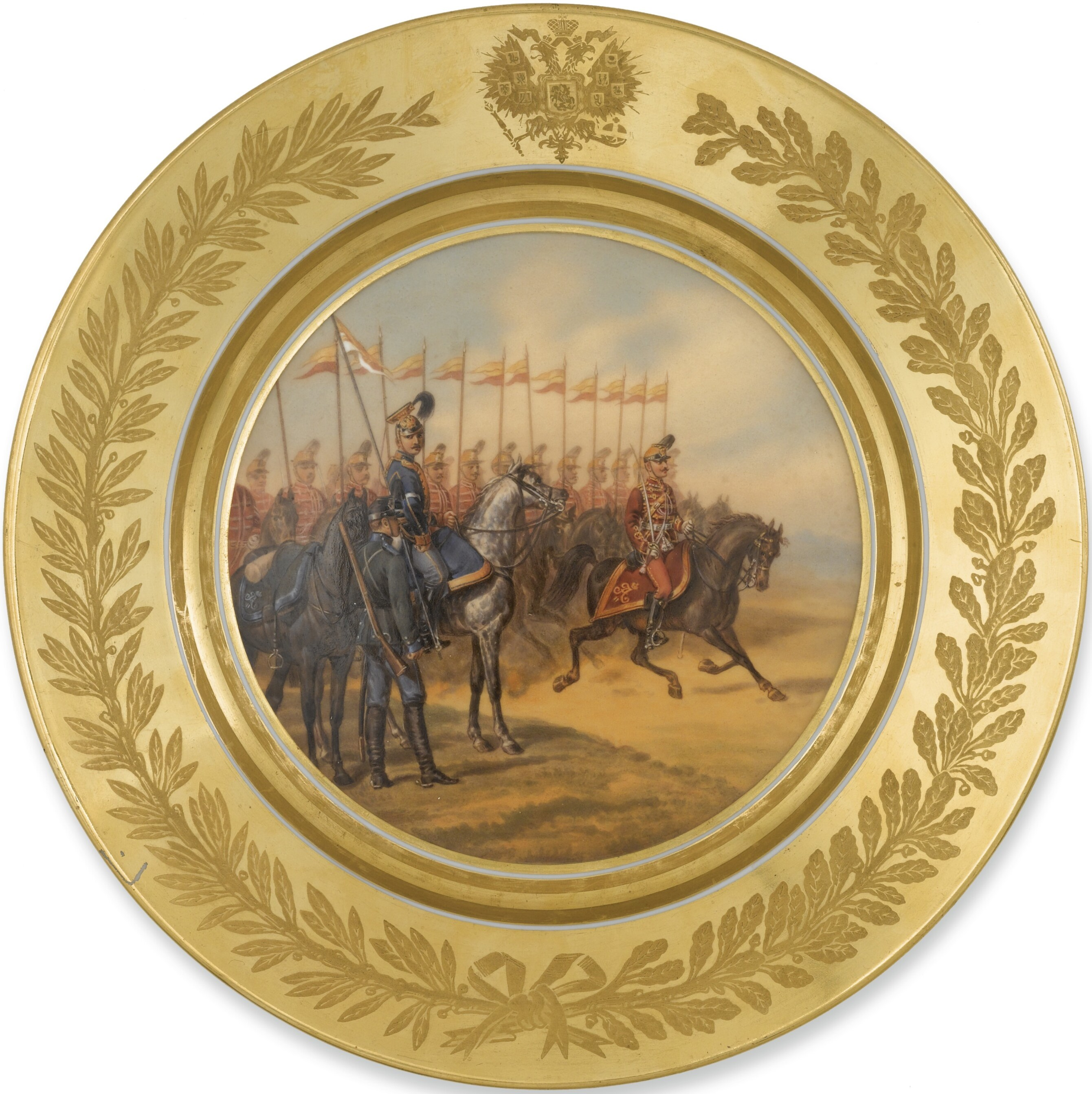
Porcelaine russe représentant le régiment en 1883 alors équipé de lances.

Sur les instructions du Collège militaire, en 1775, un nouveau (comparé à l' Armorial Znamenny de Minich ) Armorial Znamenny fut rédigé . Le principal travail de rédaction des armoiries fut confié au roi d'armes, le prince M. M. Shcherbatov . C’est pourquoi l’armorial a reçu dans la littérature le nom d’« Armorial de Shcherbatov ». L'Herbovnik contenait des images de 35 armoiries pour les bannières des nouveaux régiments russes, dont les « Akhtyrkiens ». En 1776, les armoiries du régiment sont attribuées : un écu dans un champ bleu, une croix dorée à quatre pointes et un éclat doré en forme de demi-soleil.